# Metalepsis salicarum
Metalepsis salicarum là một loài bướm đêm trong họ Noctuidae.